# Neurověda

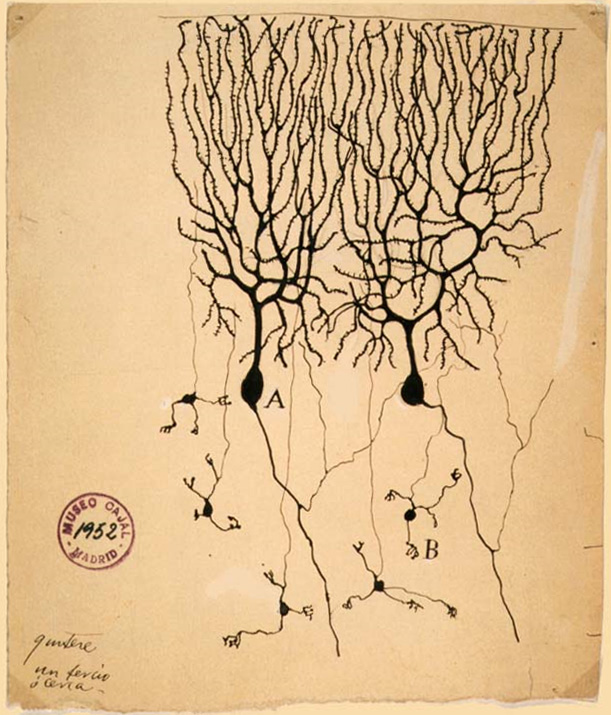
Kresba neuronů v mozečku holuba od Santiaga Ramóna y Cajala (1899)

Neurověda, častěji neurovědy je vědecký obor studující nervovou soustavu. Tradičně se považuje za disciplínu biologie, dnes je to ale mezioborová věda propojující obory jako chemie, informatika, inženýrství, matematika, lékařství, filosofie, fyzika a psychologie. Někdy se s pojmem neurověda zaměňuje pojem neurobiologie, ale ta se zabývá pouze biologií nervové soustavy, přičemž první pojem označuje její komplexní studium.

## Historie

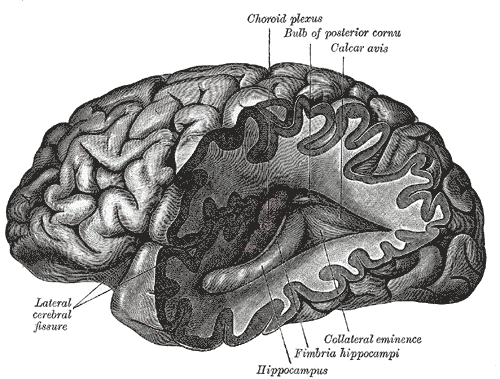
Ilustrace z knihy Gray's Anatomy (1918) zobrazující lidský mozek v pohledu zleva, kde je mimo jiné vidět i hipokampus.

Studium nervového systému se datuje až do Starověkého Egypta. Důkazy o trepanaci, chirurgickém zákroku spočívajícím v proražení lebky s účelem vyléčení bolestí hlavy nebo duševních poruch, se objevují v neolitu. Rukopisy z roku 1700 př. n. l. ukazují, že Egypťané měli základní vědomosti o příznacích poškození mozku.
V Egyptě se od období pozdní Střední říše mozek odstraňoval z těla při mumifikaci. Tehdy věřili, že zdrojem inteligence a vědomí je srdce a mozek je jen jakousi „výplní lebky“. Tento názor později napadl Hippokratés, který věřil, že mozek je nejen spojený s pocity – protože orgány jako oči, uši a jazyk jsou umístěny blízko mozku –, ale i s inteligencí. Platón také tvrdil, že v mozku je umístěna racionální část duše. Na druhou stranu Aristotelés věřil, že centrem inteligence je srdce a mozek slouží ke chlazení krve. Tento názor byl všeobecně sdílen až do doby Galéna, následovníka Hippokrata a lékaře gladiátorů, který zpozoroval, že jeho pacienti se zraněním mozku ztrácí psychické schopnosti.
Velkého rozvoje dosáhlo studium nervové soustavy v oblasti Al-Andalus ve středověku, kde působili např. Abulcasis, Averroes, Avenzoar a Maimonides.
Studium mozku pokročilo s vynálezem mikroskopu a vývojem procesu barvení Camillem Golgim v 90. letech 19. století. Proces využíval soli chromanu stříbrného k zobrazení struktury jednotlivých neuronů. Tuto techniku využil Santiago Ramón y Cajal a předložil hypotézu, že funkční jednotkou mozku je neuron. Golgi a Ramón získali za studium struktury nervového systému Nobelovu cenu za fyziologii a medicínu. Hypotézu potvrzovaly experimenty navazující na výzkum elektrické popudivosti svalů a neuronů vedený Luigim Galvanim.
Paralelně s tímto výzkumem francouzský vědec Paul Broca objevil, že určité části mozku jsou spojené s určitými funkcemi. Hypotézu specializace oblastní mozku podporoval John Hughlings Jackson, který pozoroval postup záchvatů pacientů postižených epilepsií.
V roce 1952 Alan Lloyd Hodgkin a Andrew Fielding Huxley představili matematický model přenosu elektrických signálů v neuronech, akčních potenciálů.
V druhé polovině 20. století se neurověda rychle rozvíjela díky revolucím v molekulární biologii, elektrofyziologii a komputační neurovědě. V současnosti lze pochopit chování jednotlivých neuronů. Nicméně to, jak je neuronová síť schopna vytvářet komplikované procesy jako je poznání nebo chování, zatím není známo.
Neurověda je propojená i se společenskými a behaviorálními vědami, existují například interdisciplinární oblasti jako neuroekonomie, teorie rozhodování a sociální neurověda.

## Moderní neurovědy
Vědecké zkoumání nervového systému se rozvinulo v druhé polovině 20. století především díky pokrokům v molekulární biologii, elektrofyziologii a počítačům. To umožnilo neurovědcům studovat nervový systém ve všech jeho aspektech. Například bylo možné pochopit v detailu i složité procesy vyskytující se v rámci jednoho neuronu a jedné synapse. Nervový systém je nejkomplexnější orgánovým systémem v těle. Lidský mozek sám obsahuje přibližně sto miliard neuronů a jednou 100 bilionu synapsí; Většina z přibližně 20-25,000 genů, které patří do lidského genomu jsou vyjádřeny specificky v mozku. Vzhledem k plasticitě lidského mozku, struktura jeho synapsí a výsledných funkcí se může měnit v průběhu celého života.

## Odvětví
Moderní neurověda může být zhruba rozdělena do následujících odvětví, která se liší přístupem a předmětem zkoumání.
- behaviorální neurověda
- kognitivní neurověda
- komputační neurověda
- neuroanotomie
- neuroekonomie
- neuroinformatika
- neuroinženýrství
- neurolingvistika
- neurologie
- neuropsychologie
- psychiatrie
- sociální neurověda